# تاکوما هیداکا
تاکوما هیداکا (انگلیسی: Takuma Hidaka؛ زادهٔ ۸ آوریل ۱۹۸۳) بازیکن فوتبال اهل ژاپن است.
از باشگاه‌هایی که در آن بازی کرده‌است می‌توان به باشگاه فوتبال کونسادول ساپورو و باشگاه فوتبال ساگان توسو اشاره کرد.